# Opération Priboï

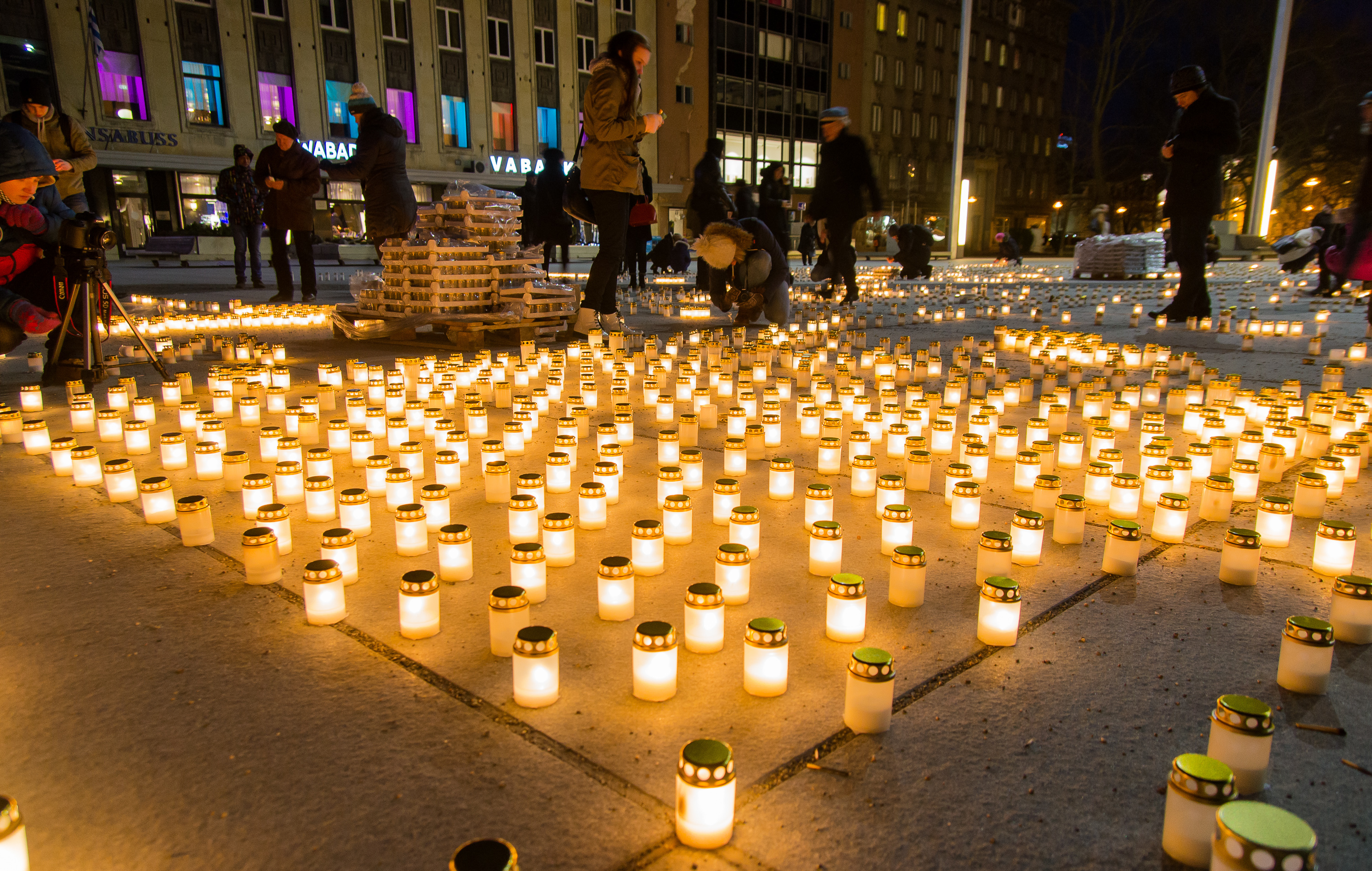
Des bougies allumées à Tallinn, en Estonie, pour commérmorer les déportations de l'opération Priboï.

L’opération Priboï (en russe : операция «Прибой», opération « déferlante »), est le nom de code de la déportation par les Soviétiques des Estoniens, des Lituaniens et des Lettons considérés comme « ennemis du peuple » vers les régions inhospitalières de l'URSS du 25 au 28 mars 1949.
Planifiée par Staline, elle visait à « forcer la collectivisation des campagnes et éliminer le support de base de l'insurrection des Frères de la forêt contre l'occupation soviétique. » On estime que 90 000 civils ont été déportés.

## Prise de décision
L'identité des premiers décisionnaires est encore incertaine, mais les premiers rapports remontent à 1948, lorsque Andreï Jdanov reçoit un rapport des autorités locales sur les difficultés dans les pays baltiques à instaurer des kolkhozes en raison de « nationalistes bourgeois ».
Le 18 janvier 1949, les dirigeants des trois pays baltiques se réunissent à Moscou avec Staline pour discuter de la situation. Staline conclut de la manière suivante : « Nous devons les déporter. Mais cela doit se faire rapidement, pour que ce problème n'inquiète pas les villages plus longtemps ». Le 29 janvier, un quota de familles à déporter est rapidement mis en place par le Conseil des Ministres de l'URSS. Il est fixé à 7 500 familles en Estonie, 8 500 en Lituanie et 13 000 en Lettonie, ce qui constitue un total de 87 000 personnes. Des lieux spécifiques en Sibérie sont désignés pour les envoyer, comme la Yakoutie ou Omsk.

## Préparations
Un soin particulier est apporté à la logistique, cruciale, que ce soit au niveau de la localisation des familles (dans le cas où certains possèdent différents lieux de vie), du déroulé des opérations ou des calculs pour le transport ainsi que de son secret, essentiel pour que les cibles ne s'enfuient pas.
Le lieutenant général Sergueï Ogoltsov, vice-ministre de la Sécurité intérieure de l'URSS, est désigné pour prendre en charge l'opération. La majorité des préparatifs est organisée depuis Moscou. Riga, capitale de la Lettonie, sert de base pour les opérations à partir de la fin février ou début mars sous les ordres du lieutenant-général Piotr Bourmak. Déjà en février, les premières troupes du ministère des Affaires intérieures se déploient en Estonie.
Pour déporter les familles, la première des étapes est de trouver des « preuves » de leur « culpabilité ». Les familles à déporter en Estonie (7 500 divisées également entre chaque comté) sont choisies sur base des documents du département « A » (la liste des nationalistes, donc ennemis de l'URSS, en Estonie), les plaintes déposées par les forces de sécurité des comtés, les municipalités, les gardes-frontières et la marine de guerre. Ces documents sont utilisés comme preuve pour justifier les déportations. Pour les koulaks, la sélection s'est fondée sur une liste de koulaks approuvée par les comités d'exécutifs locaux (liée à une loi du 30 août 1947) mais cette liste n'est publiée que le 14 mars 1949, soit trop tard pour les départements de comté qui doivent déterminer d'eux-mêmes quels koulaks arrêter. Parmi les grands noms des hommes à la tête de cette sélection, on peut retenir Alfred Pressmann, à la tête du département « A », qui est celui qui a approuvé la plupart des listes de koulaks. Au total, en Estonie, 3077 familles sont désignées comme koulaks et 4423 comme nationalistes, soit 27 662 personnes.
Au niveau de la logistique, les efforts se concentrent sur le transport, le personnel et les équipements de communication. Pour accompagner les services de la sécurité intérieure, qui ne seraient pas suffisants pour assurer le bon déroulé d’une telle opération, sont dépêchés des membres de l’armée soviétique et des gardes-frontières, ce qui eut pour effet de mettre au courant de nombreuses autorités régionales de cette opération qui l’ignoraient jusqu’alors. Cela n’empêche pas l’opération de rester secrète, comme il était prévu.
Les calculs estiment le besoin à 1 875 groupes d’opératifs, soit un groupe pour quatre familles, soit, selon le lieutenant-général Bourmak chargé des calculs, 2 198 membres de la sécurité intérieure, 5 953 militaires, 3 665 membres des bataillons de destruction et 8 438 membres du parti — un total de 20 254 personnes. C’est une opération qui requiert donc l’apport de milliers de militaires et de membres de la sécurité intérieure. En accordance avec le « Plan pour Assurer le Rassemblement Secret des Forces Armées dans les Zones d’Activités », proposé par le lieutenant-général Burmak et approuvé par le lieutenant-général Ogoltsov, les soldats arrivant dans les États baltes ne doivent pas être tenus au courant de la nature de leur venue. Cette venue est justifiée comme une manœuvre d’entraînement.

## Déroulé
La veille, les militaires sont dispersés dans les comtés, les contrôles et patrouilles de nuit renforcées.
L’opération « Priboï » débute officiellement le 25 mars, au petit matin (entre 4 heures et 6 heures du matin, selon les lieux). Chaque groupe reçoit un nombre et les informations des familles à arrêter et déporter. La déportation se fait dans la précipitation pour les familles, avec une limite d’objets à emmener n’excédant pas 1,5 tonne ; en réalité, cette limite n’est jamais atteinte puisque les familles n’ont que quelques dizaines de minutes pour faire leurs bagages, d’autant que peu ne savent qu'emmener pour faire face aux conditions difficiles de la Sibérie. Certaines familles bénéficient de conseils de soldats russes, plus habitués aux déportations vers la Russie. Les biens des déportés sont dispersés dans les kolkhozes. Les familles sont emmenées directement vers les gares, d’où elles sont envoyées en Sibérie.
Une attention spéciale est apportée à la prévention des fuites. Des informations sont rassemblées sur les possibles éléments perturbateurs, en particulier ceux déportés individuellement, qui sont placés dans des wagons différents. Des espions/informateurs furent dispatchés dans chaque wagon. Malgré ces précautions, douze personnes parviennent à s’échapper.
Cependant, tout ne se déroule pas comme prévu. Toutes les personnes désignées n’ont pas pu être arrêtées, certaines étant absentes de leur domicile. Plusieurs opérations sont exécutées pour les retrouver, dont l’examen des passeports internes à Pärnu, qui permettent d’attraper 42 fugitifs. Au sein même des déportés, tout n’est pas ordonné : certains documents concernant les noms et les adresses sont inexacts, certains sont obligés d’attendre avant d’être déportés afin que des documents soient créés ou fournies pour prouver leur culpabilité. Certaines personnes emmenées ne font pas partie des listes officielles, comme à Voru, où les déportées ne sont pas immédiatement contrôlées. De nombreux débats ont lieu, en interne, concernant la déportation de personnes sans bagages, de personnes âgées, de nourrissons et de malades. Le cas des malades, en particulier, pose un problème, à tel point que certains ne terminent pas le voyage. Les médecins à bord des trains n’ont pas de médicaments en quantité suffisante, voire pas du tout. Dans le groupe no 97314 à Tartu, six personnes ne sont pas déportées, comme un enfant avec la scarlatine ou bien un autre avec la tuberculose . Dans le groupe no 97319, une femme est retirée de l’opération en raison de son accouchement .
Malgré ces difficultés, l’opération est un succès : le 28 mars, 99,7 % des familles visées ont été appréhendées et 87,4 % des individus ; le 29 mars, c’est 103,9 % des familles et 90,76 % des individus . Concernant le nombre exact d’individus, les estimations varient, mais restent entre 20 660 personnes et 20 702 personnes . Cela peut s’expliquer par des personnes prisonnières au moment des faits qui ont ensuite rejoint leur famille, ceux ayant rejoint leur famille « volontairement », et les enfants nés en Sibérie ainsi que ceux tués lors de leur tentative pour s’échapper et ceux s’étant, effectivement, échappés.
La majorité des déportés, 96,9 %, ont été déportés dans des zones peu urbanisées, pour travailler dans des sovkhozes, des kolkhozes, et des fermes forestières. Pour les leaders locaux du parti en Sibérie, ces déportés sont vus comme du pain bénit comme main-d’œuvre, mais ils déchantent vite en constatant qu’une partie ne sont pas vraiment utilisables, notamment les 2 850 personnes âgées (plus de 70 ans), les 146 invalides et les 185 enfants déportés sans famille.
Les personnes déportées n’ont pas le droit de partir de la zone où elles habitent et doivent survivre au froid (les premières habitations ne sont pas du tout adaptées au climat rude de Sibérie), à la faim, au travail difficile et aux humiliations. On peut noter cependant une certaine amélioration par rapport aux déportés des années 1940-1941 : là où ceux-ci avaient un taux de mortalité de 60 %, ici « seulement » 10 à 15 % des déportés sont morts. Par ailleurs, les conditions sont très différentes : la composition de la famille, par exemple, est essentielle à la subsistance : la présence d’un parent ou deux, l’âge des enfants, la présence de personnes âgées… peuvent altérer ou améliorer les chances de bonne survie.

## Conséquences
La déportation fut principalement ciblée vers les femmes et les enfants de moins de 16 ans, avec 44 % de victimes femmes, 29 % d'enfants et 27 % d'hommes, ainsi que des handicapés, principalement des familles. En Estonie, on compte 20 722 victimes, soit 2,5 % de la population du pays. Lors de la Déstalinisation, les déportés furent libérés, bien que beaucoup des descendants vivent encore en Sibérie.
Cette déportation parvint à ses fins puisqu'à la fin de l'année 1949, 93 % des fermes en Lettonie et 80 % des fermes en Estonie furent collectivisées. En Lituanie, le processus de collectivisation fut plus lent et une seconde opération, l'Opération Osen, fut organisée en 1951.

## Postérité
Ces déportations ont été qualifiées « d'actes monstrueux » et de « violations graves des principes léninistes de la politique nationale de l'État soviétique » lors d'un rapport de Nikita Khrouchtchev en 1956 lors du XXe Congrès du parti communiste.
La Russie actuelle refuse cependant de reconnaître ces déportations comme crimes.